# Caribovia intensa
Caribovia intensa är en insektsart som beskrevs av Walker 1851. Caribovia intensa ingår i släktet Caribovia och familjen dvärgstritar. Inga underarter finns listade i Catalogue of Life.